# بيلي هاميلتون (لاعب كرة قاعدة أمريكي)
بيلي هاميلتون (بالإنجليزية: Billy Hamilton)‏ هو لاعب كرة قاعدة أمريكي، ولد في 9 سبتمبر 1990 في كولينز في الولايات المتحدة.

## وصلات خارجية
- بيلي هاميلتون على موقع دوري كرة القاعدة الرئيسي (الإنجليزية)
- بيلي هاميلتون على موقعبيزبول رفرنس.كوم (الدوري الرئيسي) (الإنجليزية)
- بيلي هاميلتون على موقعبيزبول رفرنس.كوم (الدوري الثانوي) (الإنجليزية)
- بيلي هاميلتون على موقع إي إس بي إن.كوم (أم.أل.بي) (الإنجليزية)
- بيلي هاميلتون على موقع مشجعي الرسوم البيانية (الإنجليزية)